# Phyang Gompa
Phyang Gompa est l'un des plus anciens monastères tibétains du Ladakh. Il est à une distance de 19 km à l'ouest de Leh, la capitale du Ladakh, (tibétain : གླེ, Wylie : gle, THL : lé་ ; hindî : लेह, translit. iso : lēha), une ville du district du même nom, dans l'État du Jammu-et-Cachemire en Inde à une altitude de 3 510 m. Le nom de Phyang vient de Gang Ngonpo qui se traduit par "montagne bleue", en référence à la topographie du lieu sur lequel fut construit le monastère de Tashi Chozong.

## Historique

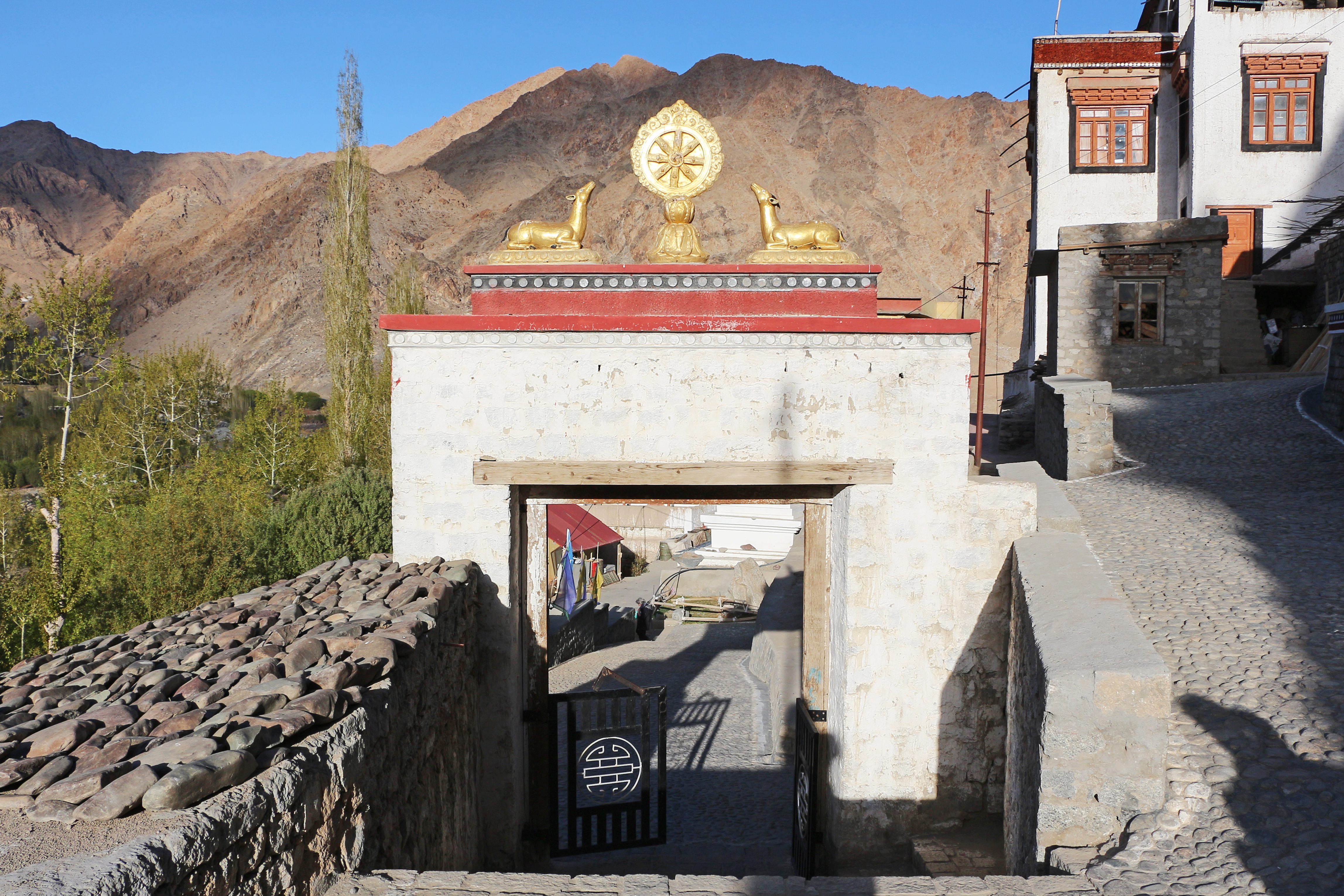
Entrée du monastère.

Selon la légende, c'est le moine Denma Kunga Drakpa qui fonda le monastère afin d'y dispenser les enseignements de Digung dans le Ladakh. Le moine s'établit dans un camp de nomades, implanté de la région, et c'est lors d'une méditation que lui serait apparue la protectrice "Achi sur un cheval bleu". Cette vision lui fut de bon augure, il décida donc, de construire le monastère au sommet de cette colline que Dharmaraja Jamyang Namgial lui légua.

## De nos jours

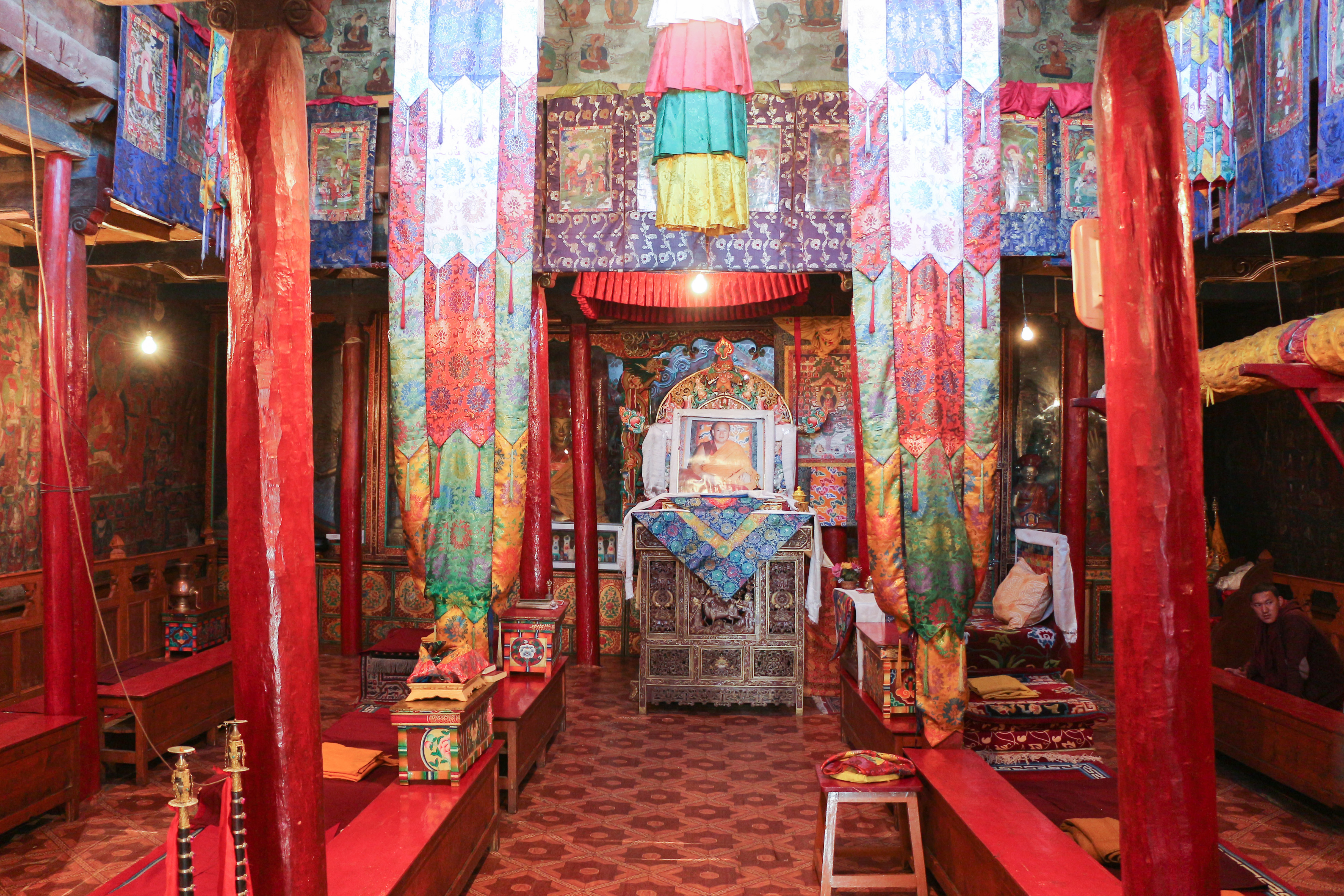
Intérieur du monastère.

Le monastère se situe dans la lignée Drikung de l'ordre Kagyupa. Il est une école de formation à l'enseignement du bouddhisme moderne qui abrite une centaine d'élèves et de moines scolastiques. Au Ladakh ce monastère est avec celui de Lamayuru l'un des seuls dont les enseignements sont basés sur le bouddhisme tels qu'il fut enseigné par Phakmadrupa Dorje Gyelpo (1110-1170 CE).
Le professeur titulaire actuel est le gran lama Apchi Choski Dolma. Agissant en tant que titulaire du monastère il est considéré pour être l'une des réincarnations successives de Skyabje Toldan Rinpoche.

## Descriptif
Le monastère est réputé pour les peintures murales, et les Thangkas, chinois et tibétains de son vieux temple de Mahakala (Gomkhang) érigé depuis de la construction du monastère. 
Le musée du monastère date du Xe siècle. Il abrite des collections d'idoles, d'écrits, d'armes à feu chinoises, tibétaines et mongoles et d'armes et de nombreux bronzes du Cachemire datant du XIVe siècle.

## Festival
Dans cette région du Ladakh les monastères de Phyang et de Lamayuru sont les seuls à tenir des danses sacrées, lors de festivals. Ainsi le festival de Gang-Sngon Tsedup se tient tous les ans du 17e jour au 19e jour du premier mois du calendrier tibétain. Le 2e et le 3e jour du 6e mois du calendrier tibétain.
Phyang attire de nombreux touristes, c'est le lieu où sont présentées les danses sacrées tibétaines Cham (danse) (tibétain : འཆམ་).